# Atasū
Atasū är en ort i Kazakstan.   Den ligger i oblystet Qaraghandy, i den centrala delen av landet, 280 km söder om huvudstaden Astana. Atasū ligger 487 meter över havet och antalet invånare är 13 184.
Terrängen runt Atasū är mycket platt.  Trakten runt Atasū är nära nog obefolkad, med mindre än två invånare per kvadratkilometer. Det finns inga andra samhällen i närheten. Trakten runt Atasū består i huvudsak av gräsmarker.